# Spinopeplus
Spinopeplus is een geslacht van Phasmatodea uit de familie Diapheromeridae. De wetenschappelijke naam van dit geslacht is voor het eerst geldig gepubliceerd in 2001 door Zompro.

## Soorten
Het geslacht Spinopeplus omvat de volgende soorten:
- Spinopeplus cuspidatus Conle, Hennemann & Gutiérrez, 2011
- Spinopeplus festae (Giglio-Tos, 1910)
- Spinopeplus senticosa (Giglio-Tos, 1898)
- Spinopeplus spinosissimus (Kirby, 1896)
- Spinopeplus tibialis (Brunner von Wattenwyl, 1907)